# Segretariato generale del Parlamento europeo

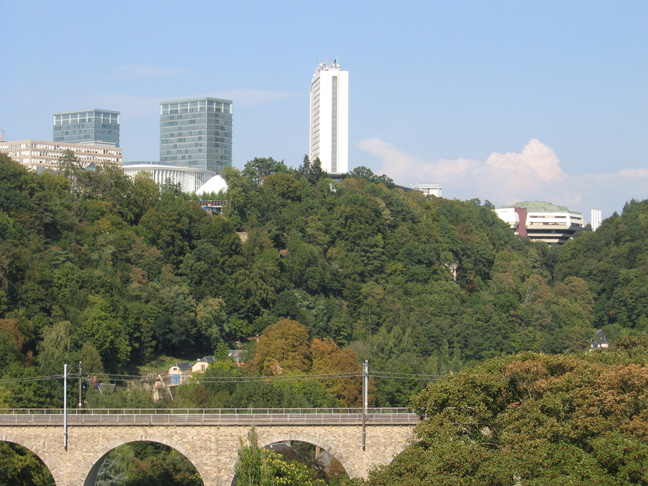
Al centro dell'immagine, l'edificio del Segretariato generale del Parlamento europeo.

Il Segretariato generale è il corpo amministrativo del Parlamento europeo. È guidato da un segretario generale ed è composto da 12 direzioni generali e dal servizio giuridico.
La composizione e l'organizzazione del Segretariato generale, che ha sede nel quartiere Kirchberg a Lussemburgo e che impiega circa 4 000 persone, sono stabilite dall'Ufficio di presidenza del Parlamento europeo, che nomina anche il segretario generale.

## Segretario generale
Nominato dall'ufficio di presidenza, il segretario generale è il funzionario di più alto grado del Parlamento europeo, a capo dell'amministrazione dell'organo. Organizza i lavori del Parlamento sotto la direzione del Presidente, dell'ufficio di presidenza e della conferenza dei presidenti. Assieme al Presidente del Parlamento europeo verifica e firma tutti gli atti adottati congiuntamente dal Parlamento e dal Consiglio dell'Unione europea.
Lista dei segretari generali
- Frits de Nerée tot Babberich (1958 - 1963)
- Hans Nord (1963 - 1979)
- Hans Joachim Opitz (1979- 1986)
- Enrico Vinci (1986 - 1997)
- Julian Priestley (1997 - 2007)
- Harald Rømer (2007 - 2009)
- Klaus Welle (2009 - 2022)
- Alessandro Chiocchetti (2022 - in carica)

## Direzioni generali

### Presidenza
La direzione generale per la presidenza (DG PRES) segue le procedure parlamentari e svolge una serie di funzioni per conto del Presidente.

### Politiche interne
La direzione generale per le politiche interne dell'Unione (DG IPOL) segue il lavoro delle commissioni nel campo della politica interna. A maggio 2022 ha in servizio 542 dipendenti. Si compone di sei diverse direzioni.

### Politiche esterne
La direzione generale per le Politiche esterne dell'Unione (DG EXPO) segue il lavoro delle commissioni e delle delegazioni nella politica estera.

### Servizi di ricerca
La direzione generale dei Servizi di ricerca parlamentare (DG EPRS) svolge attività di ricerca e analisi indipendente per assistere i deputati nell'attività parlamentare. A maggio 2022 ha in servizio 305 dipendenti. Si compone di quattro diverse direzioni.

### Comunicazione
La direzione generale della Comunicazione (DG COMM) include il portavoce del Parlamento (dal 2008 Jaume Duch Guillot), l'ufficio stampa e una rete di uffici di informazione pubblica negli Stati membri. Gestisce anche il sito web Europarl.

### Personale
La direzione generale del personale (DG PERS) si occupa delle risorse umane.

### Infrastrutture e logistica
La direzione generale delle infrastrutture e della logistica (DG INLO) gestisce infrastrutture e logistica nelle varie sedi di lavoro del Parlamento.

### Traduzione
La direzione generale della traduzione (DG TRAD) assicura la traduzione dei documenti in tutte le lingue dell'Unione europea nel rispetto del principio del multilinguismo.

### Interpretazione e Conferenze
La direzione generale dell'Interpretazione e delle Conferenze del Parlamento europeo (DG INTE) si occupa dell'interpretariato.

### Finanze
La direzione generale delle Finanze (DG FINS) si occupa del budget del parlamento e delle spese dei membri.

### Innovazione e Assistenza tecnologica
La direzione generale dell'Innovazione e dell'Assistenza tecnologica (DG ITEC) fornisce le tecnologie informative, di comunicazione di stampa e distribuzione.

### Sicurezza
La direzione della Sicurezza e della valutazione del rischio (DG SAFE) si occupa della sicurezza di persone, risorse e informazione.

## Servizio giuridico
Il servizio giuridico consiglia il Parlamento su questioni legali e lo rappresenta nei tribunali dell'Unione europea e degli stati membri.